# Катта-Урадарья
Катта́-Урадарья́, Катта Урадарья, Катта-Урядарья, Урадарья (узб. Katta Oʻradaryo/Катта Ўрадарё) — река в Камашинском и Дехканабадском районах Кашкадарьинской области Узбекистана, правая составляющая реки Гузардарья. В верхнем течении именуется Игрису́ (узб. Egrisuv/Эгрисув); по некоторым источникам, от истока называется Чимба́й, далее — Аксу́ и лишь затем приобретает название Игрису.

## Гидрологическая характеристика
Длина Катта-Урадарьи составляет 113 км, площадь бассейна составляет 1410 км². Среднемноголетний расход воды, измеренный в кишлаке Базартепа, составил 4,81 м³/с при коэффициенте изменчивости стока в 0,476 (за период наблюдений в 1965—2002 годах). Питание реки составляют снеговые, дождевые и родниковые воды. Река увеличивает полноводность с марта по май. Объём стока за год в кишлаке Базартепа — 151,8 млн м³, средний модуль стока — 3,85 л/(с×км²), слой стока — 121 см/год.

## Течение реки
Катта-Урадарья берёт начало в западной части Гиссарского хребта, от перевала Харкуш (3448 м) Согласно «Национальной энциклопедии Узбекистана», от истока носит название Игрису. Согласно топографическим картам Генерального штаба, название Игрису река приобретает ниже, приблизительно в районе одноимённого кишлака, а от истока именуется Чимбай и затем — Аксу.
На небольшом участке в верховьях течёт к северо-востоку, далее, выше кишлака Дуканхана ориентируется в общем западном направлении с небольшим уклоном к юге, сохраняя его вплоть до устья (однако русло образует множество изгибов). Катта-Урадарья протекает, в основном, среди гор.
По течению реки стоят населённые пункты Дуканхана, Палвансай, Акдара, Аккишлак, Игрису, Супа, Кошкуль, Каранкуль, Бакырчи, Алма, Теракли, Кокбулак, Кан, Ганназа, Найман, Чайгуль, Байкурган, Чаштепа, Шургузар, Абад, Базартепа, Рават, Чукур.
Катта-Урадарья справа, сливаясь с Кичик-Урадарьёй слева, образуют реку Гузардарья. В настоящее время в районе их слияния построено Пачкамарское водохранилище. Катта-Урадарья за населённым пунктом Рават вливается в северо-восточную часть водохранилища, на высоте около 670 м.
Скорость течения в районе населённого пункта Супа (участок, именуемый Игрису) составляет 3,0 м/с, в районе населённого пункта Алма — 1,2 м/с, в районе населённого пункта Абад — 2,0 м/с, в районе населённого пункта Рават, близ устья — 0,8 м/с. Ширина реки у населённого пункта Бакырчи составляет 8 м, глубина — 1,0 м, у населённого пункта Кан — 16 м и 50 см соответственно, в районе населённого пункта Найман — 12 м и 50 см соответственно, в районе населённого пункта Байткурган — 20 м и 60 см соответственно, в районе населённого пункта Абад — 10 м и 50 см соответственно, грунт дна во всех точках твёрдый.

## Хозяйственное использование
Катта-Урадарья обеспечивает водой близлежащие кишлаки и сельскохозяйственные земли.
В верхнем течении, у населённых пунктов Игрису и Каранкуль, на реке построены мукомольни.

## Ихтиофауна
В реке встречается маринка обыкновенная

## Бассейн Катта-Урадарьи
Крупными притоками Катта-Урадарьи являются Алматсай (справа), Кызылсай (слева), Гаухана или Зарангбулак (слева), Шорсу[где?].